# Sanada Yukitaka
Sanada Yukitaka (真田 幸隆, c. 1512 – 8 de junho de 1574) foi um samurai japonês do Período Sengoku. Ele é conhecido como um dos "Vinte e quatro Generais de Takeda Shingen".
Sob Takeda Shingen, Sanada Yukitaka participou da Batalha de Odaihara em 1546 e os cercos de Toishi em 1550 e 1551, além de ser um dos três generais nomeados Danjōchū por Shingen.
Ele foi pai de Sanada Nobutsuna e Sanada Masayuki, e avô do lendário samurai Sanada Yukimura.